# Trox morticinii
Trox morticinii är en skalbaggsart som beskrevs av Peter Simon Pallas 1781. Trox morticinii ingår i släktet Trox och familjen knotbaggar. Utöver nominatformen finns också underarten T. m. eximius.